# Зашковичі
За́шковичі — село в Україні, у Великолюбінській селищній громаді Львівського району Львівської області. Населення становить 295 осіб. Біля новозбудованого мурованого храму стоїть дерев'яна церква Св. Пророка Іллі.

## Історія
Перша письмова згадка про село датується 1442 роком. 28 червня 1442 року Владислав III Варненчик надав Миколаю з Міландова за позику у 25  польських гривень три дворища в Городоцькому повіті. Серед них — Заловичі, яке згодом стало селом Зашковичі).

## Населення

### Мова
Розподіл населення за рідною мовою за даними перепису 2001 року:
| Мова       | Кількість | Відсоток |
| ---------- | --------- | -------- |
| українська | 550       | 99.64%   |
| російська  | 2         | 0.36%    |
| Усього     | 552       | 100%     |

## Відомі люди
- Щенсний Козебродзький — польський дідич (зем'янин), громадсько-політичний діяч, археолог. Голова правління Скалатської повітової ради, дідич села Глібів.
- Павлишин Володимир Іванович — український вчений-мінералог, доктор геолого-мінералогічних наук, професор.
- Єфрем (Кицай) — єпископ Української православної церкви Московського патріархату.
- Гаврилишин Василь Іванович (1928—1999) — український вчений-геолог, кандидат геолого-мінералогічних наук (1964).